# Hemibeleses nigromontanus
Hemibeleses nigromontanus – gatunek błonkówki  z rodziny pilarzowatych i podrodziny Allantinae.
Gatunek ten opisany został w 2000 roku przez Attilę Harisa na podstawie dwóch samców odłowionych w 1954 roku.
Błonkówka ta ma ciało o długości 5,1 mm. Głowa jej jest czarna z białym, krótkim i gęstym owłosieniem oraz skórzastą, delikatną rzeźbą ciemienia i skroni. Przedni brzeg nadustka jest zaokrąglenie wykrojony na głębokość około ¼ jego długości. Pole malarne jest bardzo wąskie. Tułów jest brązowawoczarny z białymi cenchri. Odnóża mają barwę żółtą z brązowymi tylnymi stopami i w większości biodrami. Przezroczyste skrzydła mają brązowe użyłkowanie. Te przedniej pary ma 4,8 mm długości. Ciemnobrązowy odwłok cechuje podobna rzeźba jak ciemię.
Owad znany wyłącznie z lokalizacji typowej w nepalskiej Ghanpokharze.